# IrfanView
Az IrfanView egy népszerű freeware képnéző program, mellyel megjeleníteni, szerkeszteni, és tucatnyi képformátum között konvertálni lehet képfájlokat, ráadásul hang- és videofájlok lejátszására is alkalmas. (a teljes listát lásd itt: ). A programnak nincsenek átfogó képkészítő és rajzoló funkciói, mint például a Adobe Photoshopnak vagy a GNU GIMP-nek, inkább egy kisméretű képnézőnek/lejátszónak lett tervezve.
Nevét a készítőjéről, a bosnyák Irfan Škiljanról kapta. Az IrfanView működik az összes modern Microsoft Windows verzióval (Windows 95 és későbbi). Képformátumok tucatjait támogatja, úgymint a BMP, GIF, JPEG, PNG, TIFF, WebP, a nem képformátumok közül a Flash-t, az Ogg Vorbis-t, az MPEG-t, az MP3-at, és még a szövegfájlokat is.
A telepítőprogram mérete körülbelül 1,45 MB, de további 7,5 megabájtnyi plugin szükséges ahhoz, hogy az összes támogatott formátum megtekinthető illetve lejátszható legyen. A konvertáláson kívül képernyőkímélőket is tud készíteni a felhasználó kedvenc képeiből. Ezeket a képernyőkímélőket át lehet másolni más számítógépekre, ahol az IrfanView telepítése nélkül is futnak. A program a gyakori képformátumokat '.ico' formátumba tudja konvertálni, amely még néhány nagyobb programból (például Corel Paint Shop Pro) is hiányzik.
Az IrfanView egyszerű rajzoló eszköztára révén a szabadkézi rajzolásra viszonylag kevés lehetőséget ad, viszont segítségével a képeken sok hasznos szerkesztési műveletet végre lehet hajtani, úgymint:
- kép tükrözése és elforgatása (90 fokkal vagy tetszőleges szöggel);
- több kép egyesítése vízszintesen és függőlegesen (panorámakép);
- kép szegélyezése tetszőleges vastagságú és színű vonalakkal;
- kép átméretezése;
- képrészlet kivágása és beillesztése új képként vagy egy meglévő képbe;
- színmélység növelése és csökkentése;
- kép színösszetételének megváltoztatása: fényerő, RGB-összetevők, kontraszt, telítettség stb. beállítása;
- kép élességének növelése és csökkentése;
- vaku által okozott vörösszem-effektus eltávolítása;
- nagyszámú speciális effektus alkalmazása a képre;
- több típusú képernyő-másolat: teljes képernyő, teljes ablak, kliens ablakterület stb. lefényképezése egérkurzorral vagy anélkül;
- kép elmentése BMP, ECW, EMF, FSH, GIF, ICO, JLS, JP2, JPG, JNG, JPM, LDF, LWF, PBM, PCX, PDF, PGM, PNG, PPM, RAW, TGA és TIF formátumban (GIF, ICO és PNG formátumba mentéskor átlátszó szín is megadható).

Az IrfanView beépített TWAIN támogatással rendelkezik, képeket tud beolvasni szkennerből. A 4.25-ös verziótól kezdve a megfelelő pluginokkal CD-t is lehet írni vele (a Nerót vagy Windows interfészt használva), sőt optikai karakterfelismerésre is használható. A programban található műveletek nagy részét egyszerre több képen is végre lehet hajtani a csoportos konvertálással/átnevezéssel.